# ماهیان (علی‌آباد)
ماهیان روستایی از توابع بخش کمالان شهرستان علی‌آباد در استان گلستان ایران است.
این روستای ییلاقی بافت جنگلی‌کوهستانی دارد که در تابستان سبزپوش و در زمستان سپیدپوش می‌شود.همچنین این روستا آبشارها و چشمه‌سارهای فراوانی دارد که معروفترین آن آبشار جن‌کلو است.

## جمعیت
این روستا در دهستان استرآباد قرار دارد و براساس سرشماری مرکز آمار ایران در سال ۱۳۸۵، جمعیت آن ۲۵ نفر (۷ خانوار) بوده‌است.